# Körgráf
A körgráf egy olyan gráf, amely egy körből áll, és más élt nem tartalmaz. Az {\displaystyle n} csúcsú körgráfot {\displaystyle C_{n}} szimbólummal szokás jelölni.
Az élek száma megegyezik a csúcsok számával, és minden csúcs fokszáma 2.

## Tulajdonságok
Minden körgráf
- összefüggő.
- 2-reguláris.
- tartalmaz Hamilton-kört.
- tartalmaz Euler-kört.
- 1-szívós
- kromatikus száma páros {\displaystyle n} esetén 2, egyébként 3
- élkromatikus száma páros {\displaystyle n} esetén 2, egyébként 3
- lerajzolható egység hosszúságú élekkel, gyufagráf
- csúcstranzitív
- csillagkromatikus száma {\displaystyle \chi _{s}(G)=4}, ha n=5, egyébként {\displaystyle \chi _{s}(G)=3}.[2]

## Alkalmazások
Számítógép-hálózatok topológiájaként választják bizonyos esetekben a körgráfot. Ilyen kontextusban beszélnek gyűrű topológiáról is.